# Margaux Fragoso
Margaux Fragoso (* 15. April 1979 in Union City, New Jersey; † 23. Juni 2017 in Mandeville) war eine US-amerikanische Schriftstellerin.

## Leben und Schaffen
Fragoso wuchs in Union City auf. Sie studierte bis 2002 Englisch an der New Jersey City University und danach an der Binghamton University. 2009 schloss sie dort mit einem PhD in Creative Writing ab. Nachdem sie einzelne Gedichte, Kurzgeschichten und Essays in Zeitschriften veröffentlicht hatte, erschien 2011 ihr autobiografischer Roman Tiger, Tiger. Darin hatte sie die eigene Missbrauchserfahrung aus ihrer Kindheit und Jugend verarbeitet. Der Buchtitel bezieht sich auf ein Spiel, das der 44 Jahre ältere Täter mit ihr spielte, und verweist zugleich auf die Frage in William Blakes Gedicht Der Tiger, ob das Raubtier den gleichen Schöpfer habe wie seine Beute.
Das in 20 Sprachen übersetzte Tiger, Tiger blieb Fragosos einziges Buch, da sie bereits mit 38 Jahren an Eierstockkrebs verstarb.
Die New Jersey City University vergibt seit 2018 den Margaux Fragoso Literary Courage Award an schreibende Studenten.

## Werke (Auswahl)
- Tiger, Tiger: A Memoir. Farrar, Straus, and Giroux, 2011 ISBN 978-0-374-27762-8
  - Tiger, Tiger. Deutsch von Andrea Fischer. Frankfurter Verlagsanstalt, Frankfurt am Main, 2011 ISBN 978-3-627-00172-8
- „Louise DeSalvo’s “Even in Death, La Bella Figura”: A Meditation on Honor, Respect, and the Silences That Bind“ (S. 37–49), in: Nancy Caronia und Edvige Giunta (Hrsg.): Personal Effects. Essays on Memoir, Teaching, and Culture in the Work of Louise DeSalvo. Fordham University Press, Bronx (NY) 2015 ISBN 978-0-8232-6227-4